# Duvalius abyssimus
Duvalius abyssimus — вид жужелиц из подсемейства Трехины, эндемик Абхазии, пещера Крубера-Воронья.

## Открытие вида
Вид был описан португальским и испанским учёными — Анной Софией Реболеира (Ana Sofia Reboleira) из Университета Алькала-де-Энаре и Винсентом Ортюно (Vicente Ortuño) из Университета Авейро на основании экземпляров, собранных в ходе экспедиций в пещеру Крубера-Воронья в 2010 и 2013 годах. Известно только два экземпляра данного вида — самец и самка.

## Ареал
Является эндемиком пещеры Крубера-Воронья, располагающейся в горном массиве Арабика в Абхазии. Данная пещера считается самой глубокой в мире — её глубина составляет 2 196 м.
Duvalius abyssimus является представителем спелеофаны.